# Rhysodesmus tepoztlanus
Rhysodesmus tepoztlanus är en mångfotingart som beskrevs av Chamberlin 1943. Rhysodesmus tepoztlanus ingår i släktet Rhysodesmus och familjen Xystodesmidae. Inga underarter finns listade i Catalogue of Life.